# Última Hora
|  | Aquest article tracta sobre el diari balear. Vegeu-ne altres significats a «Última Hora (diari de Barcelona)». |

Última Hora és un diari de les Illes Balears. Editat per la companyia Hora Nova S.A., pertany a l'empresa de mitjans de comunicació Grup Serra. És el diari més venut de les illes i destaca per un especial interès per l'actualitat local. Ha estat distingit amb la Medalla d'Or de la Ciutat de l'Ajuntament de Palma i amb la Medalla d'Or de la Confederació d'Associacions Empresarials de les Balears.

## Directors
- Josep Tous Ferrer (1893-1950)
- Josep Tous Lladó (1950-1958)
- Ferran Tous Lladó (1958-1960)
- Josep Tous Barberán (1960-1974)
- Pere A. Serra Bauzà (1974-1983)
- Pere Comas Barceló (1984-2014)
- Miquel Serra Magraner (des de 2014)

## Història
Fundat per Josep Tous Ferrer, el primer número aparegué l'1 de maig de 1893. Fins 1960 es titulà La Última Hora i, fins al decenni de 1970, fou vespertí. El diari presentà algunes innovacions dins el context periodístic mallorquí, com la incorporació de publicitat comercial i la remuneració dels redactors.
El juliol de 1893, inicià una nova secció titulada Los sábados de La Última Hora, que incloïa col·laboracions, entre d'altres, de Leopoldo Alas Clarín, Benito Pérez Galdós i Alphonse Daudet. El maig de 1895 es va passar a un format de paper més gros i s'amplia la plantilla de corresponsals a l'estranger (Joan Baptista Ensenyat, des de París, o Àngel Sureda, des de Buenos Aires) i s'inclouen més escriptors mallorquins com a col·laboradors.
A partir de 1895 impulsà algunes iniciatives de caràcter popular, com la subscripció d'«El aguinaldo del soldado», destinat a les tropes espanyoles que lluitaven a Cuba, o la que organitzà el març de 1938 per erigir un monument a les víctimes del creuer «Baleares».

### Durant la dicatudura franquista
El decenni de 1940 patí l'escassetat de paper, per la qual cosa minvà el tiratge i canvià la mida i el tipus de paper.
Després de la mort de Josep Tous Ferrer, el substituí en la direcció el seu fill Josep Tous Lladó. S'inicià així una etapa de renovació: s'incrementà la informació internacional i d'esports, augmentaren les notícies d'agència i es potencià la secció de literatura i art, de la qual s'ocupà Miquel Àngel Colomar.
Amb Ferran Tous Lladó s'encetà una etapa caracteritzada per una millora en la composició. Per altra banda, la incorporació de Pau Llull potencia l'esport i els reportatges.
El 1960, Josep Tous Barberán, net del fundador, accedí a la direcció del diari. Durant la seva gestió (que es perllongà fins al 1974) es produïren una sèrie de canvis formals: el 1961 es decidí eliminar l'article La i passà a anomenar-se simplement Ultima Hora i el 1967 s'abandonà el format gros i passà al de tabloide. El 1965 va instaurar el premi Siurells de Plata, que reconeix persones o entitats ben merescudes a les Illes.
Va ser el 1967 el primer diari de l'Estat que s'imprimí amb una rotativa òfset. L'agost de 1974 Pere A. Serra Bauzà , que n'havia comprat el paquet majoritari d'accions a la família Tous, n'esdevé el director.
Amb aquest canvi, Serra assumí les noves propostes, sistemes i mètodes i introduí una forta estratègia comercial i una línia editorial basada en la denúncia, el seguiment de la notícia i el reportatge. En són un exemple les sis edicions del 20 de novembre de 1975 per donar els detalls de la mort de Franco; o l'edició d'un especial, fet a darrera hora del vespre, amb motiu de la inesperada dimissió d'Adolfo Suárez com a president del govern espanyol. Per altra banda, i amb la nova direcció, el diari va incloure el color vermell al logotip.

### En temps de democràcia
Entre 1975 i 1980, el diari experimentà un procés ascendent i passà d'un tiratge de 13.776 exemplars (1975) a 18.656 (1977) i a 20.049 (1979). Des de 1980 fins a 2016 és el diari de major tiratge i difusió de les Illes Balears. Segons dades d'O.J.D. (juliol 2014-juny 2015), Ultima Hora tenia una difusió diària de 23.796 exemplars.
El desembre de 1979 n'aparegué l'edició dominical, fet que el convertí en el primer diari de l'Estat espanyol que sortia els set dies de la setmana. Gradualment, la publicació deixà d'esser vespertina i surt el matí. Tot i això, a partir de juliol de 1978, i fins l'abril de 1984, es feu una segona edició d'horabaixa. Entre el desembre de 1982 i l'abril de 1984 la capçalera d'aquesta edició d'horabaixa es titulà La Tarde i fou dirigida per Jimmy Giménez Arnau.
Dia 1 de gener de 1984, Pere Comas substituí, en la direcció, Pere A. Serra, que assumí les funcions de president executiu. Aquell mateix any, el Grup Serra —empresa propietària del rotatiu— va comprar a l'Estat el diari Baleares que d'ençà ambdós van imprimir-se a les instal·lacions de Son Castelló.
Dia 21 de març de 2002 s'inaugurà la nova planta impressora al polígon de Son Valentí a Palma, que acull la nova rotativa Koëning & Bauer Komet, la qual pot imprimir una tirada de 35.000 exemplars i permet l'edició de 128 pàgines, 64 en color. Posteriorment, s'adquirí una segona rotativa.
Amb l'objectiu de dur a terme una descentralització informativa, s'han obert delegacions comarcals a Inca (des de setembre de 1985) i Manacor (des de febrer de 1989). El 1997 s'inaugurà l'edició Ultima Hora d'Eivissa i Formentera, que el 15 de juny de 2014, fruit de la integració de recursos del Grup Serra i de Grupo Prensa Pitiusa, passà a anomenar-se Ultima Hora-Periódico de Ibiza; i el 2000 es creà l'edició de Menorca. Des de 1998 se'n fa una edició digital. El 2013, l'edició menorquina es va fusionar amb Menorca Diario Insular i incorporà els seus recursos al que és, a dia d'avui, l'únic diari de l'illa, el Menorca.
Així mateix, el 1994 es fundà l'emissora Ultima Hora Radio i el 1998 el «Club del suscriptor».
El desembre de 1995 s'inaugurà el Club Ultima Hora, una tribuna de debats des de la qual es pretén fomentar el pluralisme social. Per aquest espai han passat personatges d'àmbits tan diversos com l'esport (Johan Cruyff, Vicente del Bosque, Kilian Jornet), premis Nobel de la Pau (Rigoberta Menchú o Adolfo Pérez Esquivel), astronautes (Miguel López Alegría i Pedro Duque), metges (Valentí Fuster o Luis Rojas Marcos), directors de cinema (Fernando Trueba o Daniel Monzón), historiadors i arqueòlegs (Paul Preston i Eudald Carbonell), muntanyistes i aventurers (Jesús Calleja i Miguel de la Quadra Salcedo), etc. Així mateix, ha reunit una àmplia llista de científics i catedràtics per participar en les jornades que el Club organitza de manera regular juntament amb la Universitat de les Illes Balears i la Fundación Ramón Areces.
Pere Comas va dirigir el diari durant tres dècades, fins que el 7 de juliol de 2014 va passar la direcció a Miquel Serra Magraner.

### El català
Tot i esser un diari redactat en castellà, al llarg de la seva trajectòria han estat freqüents les seccions i suplements escrits en català i nombrosos els autors que hi han col·laborat. Així, s'hi ha publicat «La columna de foc» —en la qual escrivien Francesc de B. Moll, Aina Moll, Josep M. Llompart o Gabriel Janer Manila—; «Memòries de la clandestinitat» —escrites per Antoni Serra—; «Amics de la Glosa»; o «Literatura» —en el qual col·laboraren Blai Bonet, Damià-Ferrà Ponç, Isidor Marí i Carme Riera, entre d'altres; i la tira «Vuits i nous» —que obtingué el Premi Ciutat de Palma de Periodisme, 1991.
El diari, compromès amb la cultura i història de les Illes Balears, ha publicat suplements que han esdevingut eines imprescindibles per conèixer la realitat de les Illes, com la Gran Enciclopèdia de Mallorca, la Gran Enciclopèdia de la Pintura i l'Escultura a les Balears, Memòria Viva, la col·lecció «Guia dels Pobles de Mallorca», o la traducció al català de Die Balearen [Les Balears descrites per la paraula i la imatge], de l'arxiduc Lluís Salvador d'Àustria. A més, publica la revista Brisas —des de 1987 ininterrompudament— i el setmanari sobre turisme, negocis i empreses El Económico —des de setembre de 2013.

## Ideologia
Ultima Hora és un diari de tradició liberal. En el transcurs de la Primera Guerra Mundial es mostrà favorable als anglòfils. En aquesta primera època, es caracteritzà pel suport a la política de Valerià Weyler i al Partit Liberal Weylerista. Durant la Dictadura de Primo de Rivera fou sotmès a censura i les secciones més afectades varen esser les del servei telegràfic, els editorials i els articles d'opinió.
Durant la II República accentuà la posició conservadora i fou més crític amb la premsa obrera. Tot i això, a les seves pàgines hi publicaren articles dirigents socialistes com Alexandre Jaume i Gabriel Alomar i Villalonga, i celebrà la proclamació del nou règim. Durant la dictadura franquista el diari patí la censura prèvia i al final de la dècada dels 60 s'accentuaren la tendència liberal i la posició a favor de la democràcia.
A partir de 1974 i fins a dia d'avui, Ultima Hora s'ha caracteritzat per ser un diari de tendència liberal autonomista.

## Redactors i col·laboradors
- Joan Lluís Estelrich[9]
- Pere d'Alcàntara Peña
- Miguel Sarmiento
- Alexandre Jaume
- Gabriel Alomar
- Pau Llull
- Antoni Serra
- Francesc de B. Moll
- Josep M. Llompart
- Gabriel Janer Manila
- Blai Bonet
- Damià Pons
- Guillem Frontera
- Josep Melià
- Maria de la Pau Janer
- Llorenç Capellà
- Baltasar Porcel
- Joan Francesc López Casasnoves
- Joan Antoni Estades de Moncaira i Bisbal[10]
- Gabriel Mestre Oliver